# カンザス州議会元老院
カンザス州議会元老院（英語:The Kansas Senate）は、アメリカ合衆国カンザス州の州議会であるカンザス州議会の上院である。人口約7万3千人の1人区から選出された40人の上院議員で構成される。上院議員の任期は4年である。上院議員の任期に制限はない。上院はトピカのカンザス州会議事堂で開かれる。
他の州・準州議会の上院や連邦上院と同様、上院は、行政部門、州内閣、委員会、委員会への知事任命の可否を決定するなどの特別な機能を有している。

## 歴史
州上院は、1861年1月29日にカンザス州がアメリカ合衆国34番目の州となった際に、カンザス州憲法によって創設された。カンザス州が連邦に加盟した6日後、それまでの数ヶ月の間に合衆国から離脱した南部7州によってアメリカ連合国が結成され、アメリカ南北戦争が勃発した。
1862年、共和党内の対立により、州上院が弾劾裁判を開いたことをきっかけに、戦時国債はカンザス州で政治の中心的な問題となった。州上院は、州債の違法な売却があったとして、州務長官J.W.ロビンソンと州会計監査官ジョージ・S・ヒリアーを僅差で弾劾に投票した。陰謀の証拠がほとんどなく、チャールズ・ローレンス・ロビンソン知事の役割も小さかったため、彼の弾劾裁判は有罪票を投じた州上院議員が3人だけで終わった。
州議会は、1869年にカンザス州会議事堂の東棟に議事堂が移転するまで、旧憲法ホールとして知られる建物で会議を開いていた。州上院は1870年に初めてそこで会議を開いたが、東棟が完成したのは1873年だった。1903年3月24日まで、建物の工事が続けられた。
19世紀後半、カンザス州では禁酒運動、進歩主義運動、ポピュリズム運動が台頭した。1881年2月19日、カンザス州は酒類を禁止する憲法改正を行った最初の州となった。1890年以降、禁酒運動は進歩主義運動と結びつき、改革運動へと発展した。
1892年、人民党は知事の座と州上院の支配権を獲得した。下院の支配権は獲得できなかったが、人民党は選挙不正を主張し、下院の支配権を主張した。このことが両党間の立法戦争につながり、最終的にはカンザス州最高裁が州下院の人民党派閥に不利な判決を下すことで決着した。

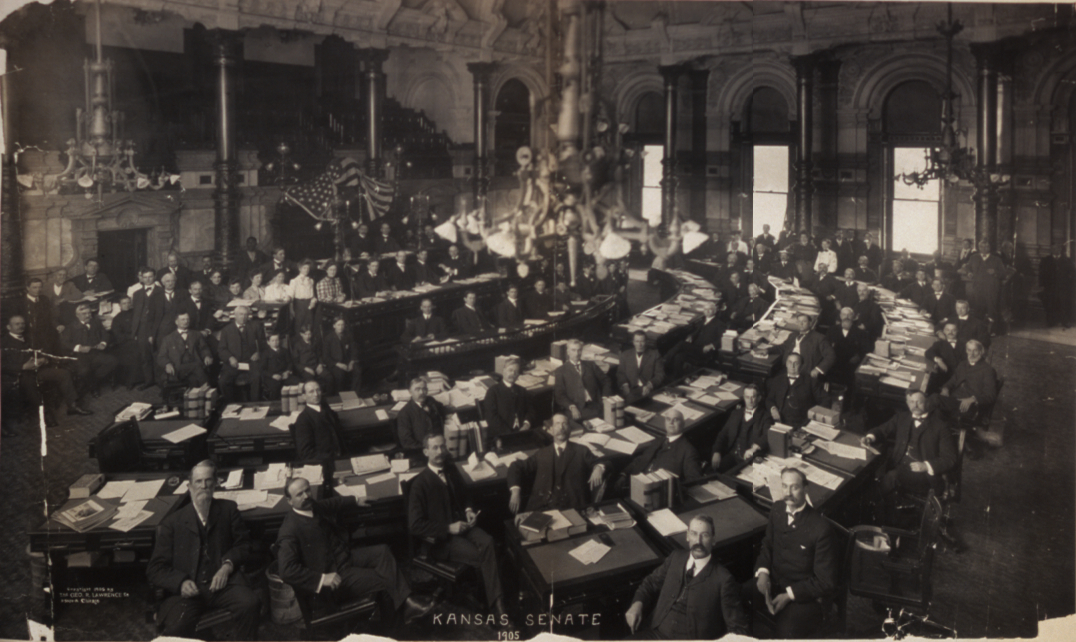
1905年当時の州上院

州上院は、1905年に14歳未満の児童が工場、食肉加工場、鉱山で働くことを制限する法律を制定した。
進歩的な議員の支援により、1912年11月5日にカンザス州民が承認した憲法改正により、女性にも投票権が与えられた。
民主党が州上院の過半数を獲得したのは1900年代初頭の一時期だけで、1917年以降は獲得していない。
1966年以来、カンザス州議会は毎年通常議会を開催している。1974年の総選挙で採択された憲法改正により、偶数年に開催される通常議会の会期が60日から90日間に延長された。ただし、各院の選挙で選出された議員の3分の2以上の賛成があれば、会期をさらに延長することができる。
2000年代、民主党は、保守派と穏健派の間で緊張関係にあった共和党の利点を生かし、州全体の公職を獲得し、州上院で勢力を拡大することができた。しかし、これらの成果は2010年の選挙で水泡に帰した。

## 立法手順
任期は、総選挙後の1月の第2月曜日に始まり、議会が開会する。上院議員は法案という形で上院に法案を提出し、常任委員会、全体委員会、議会の全議員による承認を得なければならない。法案は、委員会または議会の本会議において、他の議員による修正の対象となる。
法案は、知事の署名により法律として成立するか、知事の拒否権により否決される。議員は、3分の2以上の多数派の支持があれば、知事の拒否権を覆すことができる。

## 役職
上院議長は上院の議長を務め、組織・日程・規則委員会の一員として、カンザス州上院のその他の委員会および合同委員会の委員を選任する権限を持ち、その他の委員会や小委員会を設置する権限も有する。他の多くの州とは異なり、カンザス州副知事は上院の議長を務めない。
1972年のカンザス州憲法改正以来、副知事の職務は立法府から切り離され、軍事問題や健康保険に関する委員会など、カンザス州政府の他分野で活躍している。 上院議長の不在時には、上院副議長が議長を務める。 州上院議長は法案を委員会に割り当て、多数党院内総務は州上院本会議で審議される法案の日程と順序を決定する。組織・規則・日程委員会は、議長、副議長、多数党院内総務、多数党院内総務補佐、少数党院内総務、および多数党院内総務会議で選出された4人の上院議員で構成される。

## 政党構成

上院の選挙区割り
共和党
民主党
欠員

### 役職
| 役職               | 氏名                 | 政党       |
| ------------------ | -------------------- | ---------- |
| 上院議長           | Ty Masterson         | Republican |
| 上院副議長         | Rick Wilborn         | Republican |
| 多数党院内総務     | Larry Alley          | Republican |
| 多数党院内総務補佐 | Renee Erickson       | Republican |
| 少数派院内総務     | Dinah Sykes          | Democratic |
| 少数派院内総務補佐 | Oletha Faust-Goudeau | Democratic |
| 少数派院内幹事     | Pat Pettey           | Democratic |
| 戦略委員長         | Marci Francisco      | Democratic |
| 政策委員長         | Jeff Pittman         | Democratic |

### 上院議員名簿
| 選挙区 | 氏名                  | 政党        | 居住地         |
| ------ | --------------------- | ----------- | -------------- |
| 1      | Dennis・Pyle          | Independent | Hiawatha       |
| 2      | Marci・Francisco      | Democratic  | Lawrence       |
| 3      | Tom・Holland          | Democratic  | Baldwin City   |
| 4      | David・Haley          | Democratic  | Kansas City    |
| 5      | Jeff・Pittman         | Democratic  | Leavenworth    |
| 6      | Pat・Pettey           | Democratic  | Kansas City    |
| 7      | Ethan・Corson         | Democratic  | Fairway        |
| 8      | Cindy・Holscher       | Democratic  | Overland Park  |
| 9      | Beverly・Gossage      | Republican  | Eudora         |
| 10     | Mike・Thompson        | Republican  | Shawnee        |
| 11     | Kellie・Warren        | Republican  | Leawood        |
| 12     | Caryn・Tyson          | Republican  | Parker         |
| 13     | Tim・Shallenburger    | Republican  | Baxter Springs |
| 14     | Michael・Fagg         | Republican  | El Dorado      |
| 15     | Virgil・Peck Jr.      | Republican  | Havana         |
| 16     | Ty・Masterson         | Republican  | Andover        |
| 17     | Jeff・Longbine        | Republican  | Emporia        |
| 18     | Kristen・O'Shea       | Republican  | Topeka         |
| 19     | Rick・Kloos           | Republican  | Berryton       |
| 20     | Brenda・Dietrich      | Republican  | Topeka         |
| 21     | Dinah・Sykes          | Democratic  | Lenexa         |
| 22     | Usha・Reddi           | Democratic  | Manhattan      |
| 23     | Robert S.・Olson      | Republican  | Olathe         |
| 24     | J. R.・Claeys         | Republican  | Salina         |
| 25     | Mary・Ware            | Democratic  | Wichita        |
| 26     | Dan・Kerschen         | Republican  | Garden Plain   |
| 27     | Chase・Blasi          | Republican  | Wichita        |
| 28     | Mike・Petersen        | Republican  | Wichita        |
| 29     | Oletha・Faust-Goudeau | Democratic  | Wichita        |
| 30     | Renee・Erickson       | Republican  | Wichita        |
| 31     | Carolyn・McGinn       | Republican  | Sedgwick       |
| 32     | Larry・Alley          | Republican  | Winfield       |
| 33     | Alicia・Straub        | Republican  | Ellinwood      |
| 34     | Mark・Steffen         | Republican  | Hutchinson     |
| 35     | Rick・Wilborn         | Republican  | McPherson      |
| 36     | Elaine・Bowers        | Republican  | Concordia      |
| 37     | Molly・Baumgardner    | Republican  | Louisburg      |
| 38     | Ron・Ryckman Sr.      | Republican  | Meade          |
| 39     | John・Doll            | Republican  | Garden City    |
| 40     | Rick・Billinger       | Republican  | Goodland       |